# Tractat d'Alagón (1136)
El Tractat d'Alagón fou un tractat firmat el 24 d'agost de 1136 a la vila d'Alagó entre el rei Ramir II d'Aragó i el rei Alfons VII de Castella.

## Context
El tractat s'emmarca en la problemàtica sorgida arran del Testament d'Alfons I d'Aragó (1131) per la seva successió. El Regne de Saragossa es trobava ocupat per les tropes del rei Alfons VII de Castella, però la Santa Seu exigí l'acompliment del testament i l'entrega efectiva de les rendes que generaven els regnes que havien estat sota el domini del rei d'Alfons I d'Aragó als ordes militars. Per tal de concebre un successor, Ramir II d'Aragó s'havia casat amb Agnès de Poitiers, la qual acabava d'engendrar no un mascle, sinó una femella, Peronella d'Aragó, nascuda l'11 d'agost del 1136.

## El tractat
El tractat acordava el casament Sanç de Castella, fill primogènit del rei Alfons VII de Castella, amb Peronella d'Aragó (que de resultes del tractat s'havia de passar a anomenar Urraca), filla del rei Ramir II d'Aragó, fet que suposava que a llarg termini els regnes d'Aragó passarien a la Corona de Castella. A canvi, Alfons VII de Castella retornava la sobirania efectiva sobre el Regne de Saragossa a Ramir II d'Aragó, qui al seu torn en cedia el control i la defensa a Alfons VII de Castella, sempre que quan morís el retornés a Ramir II d'Aragó, que n'havia esdevingut el sobirà efectiu, tot i que a la llarga passaria a la seva filla Peronella (Urraca), i pel matrimoni pactat, a Sanç de Castella, primogènit d'Alfons VII de Castella.

## Conseqüències
Davant l'aliança castellano-aragonesa, el rei Garcia Ramires de Pamplona es revoltà i s'enfrontà al castellà, però Alfons VII de Castella capturà a Ladrón Íñiguez, que a partir d'aleshores passà a fer costat als castellans; tot i així, el seu fill Vela Ladrón que controlava Biscaia, es mantingué fidel a la sobirania pamplonesa. Aquest tractat fou rebutjat per la noblesa aragonesa, que rebutjava passar a formar part de la Corona de Castella i que Alfons VII esdevingués sobirà de tot Aragó, donant lloc als capítols matrimonials de Barbastre l'any 1137.